# Uśmiech zębiczny
Uśmiech zębiczny (tradução para o português: Sorriso Escancarado) é um curta-metragem de 1957, escrito e dirigido pelo cineasta Roman Polanski.

## História
Um homem desce a escada interior do recinto de um prédio e passa por uma janela. Sem conseguir conter a curiosidade de espiar pela janela, ele vê uma jovem mulher, sentada nua em frente ao espelho, secando o seu cabelo com uma toalha branca que cobre todo o seu rosto.
O homem então é interrompido por uma porta que se abre, onde surge um entregador trazendo garrafas vazias. O homem sai da janela rapidamente e começa a descer uma escada vagarosamente, disfarçando. Mas assim assim que o entregador vai embora, ele retorna à janela, a fim de espiar a mulher um pouco mais. No entanto, quando ele volta a espiar pela janela, é surpreendido.
Em sua autobiografia, Roman Polanski disse que esse curta-metragem foi lhe entregue por um supervisor e que era para ser filmado como um trabalho de escola.